# Aleksander Čeferin
Aleksander Čeferin (Lubiana, 13 ottobre 1967) è un avvocato e dirigente sportivo sloveno con cittadinanza britannica, settimo presidente della UEFA dal 14 settembre 2016.
Dal 2011 al 2016 è stato presidente della Federazione calcistica della Slovenia. Attualmente ricopre anche il ruolo di vicepresidente della FIFA.

## Carriera
Laureato in giurisprudenza all'Università di Lubiana, inizia a lavorare nello studio legale del padre, interessandosi in modo particolare al mondo dello sport assumendo la rappresentanza di atleti professionisti e società sportive.

### Ruoli amministrativi
Il suo primo incarico nel mondo del calcio è quello di membro del comitato esecutivo del KMN Svea Lesna Litija, squadra slovena di calcio a cinque. In seguito diviene dirigente del NK Olimpija Ljubljana fino al 2011. Nell'aprile 2023 quest'ultimo incarico fu messo in dubbio da un giornalista sloveno.
Nel 2011 viene eletto presidente della Federazione calcistica della Slovenia, incarico per il quale viene riconfermato per un secondo mandato nel febbraio 2015. Nello stesso periodo è anche membro del comitato legale della UEFA.

### Presidenza UEFA
Il 14 settembre 2016 è eletto settimo presidente della UEFA durante il Congresso straordinario convocato ad Atene, superando al primo scrutinio lo sfidante Michael van Praag con 42 voti su 55.
Nell'aprile del 2017 è stata approvata una serie di riforme di buon governo proposte da Čeferin, come l'introduzione dei limiti di mandato per i presidenti e i membri del Comitato esecutivo UEFA e la condizione che i candidati al Comitato esecutivo detengano una carica attiva (presidente, vicepresidente, segretario generale o Amministratore Delegato) nella rispettiva federazione nazionale.
Čeferin ha inoltre promesso di rafforzare le misure di fair play finanziario introdotte nel 2009.
Il 7 febbraio 2019, a Roma, da candidato unico, viene rieletto presidente della UEFA per altri quattro anni.
Nel 2021 si pone come uno dei più strenui oppositori al progetto di una Superlega calcistica europea.
Il 5 aprile 2023, a Lisbona, da candidato unico, è rieletto ancora una volta come presidente dalla UEFA.

### Scandali
Nel corso del 2021, grazie ad un'inchiesta del giornalista sloveno Luka Pers, è emerso come abbia falsificato il proprio curriculum per potersi candidare come presidente UEFA.

### Filantropia
Čeferin fu eletto presidente della fondazione UEFA per i bambini nel novembre 2017, sostituendo l'ex presidente della Commissione Europea José Barroso. La fondazione UEFA per i bambini supporta progetti umanitari in tutto il mondo collegati ai diritti dei bambini in aree come salute, educazione e integrazione.
Nello stesso novembre 2017, Čeferin entra a far parte del movimento di carità calcistico Common Goal, devolvendo l'1% del suo salario ai progetti dell'organizzazione. Parlando del movimento, Čeferin ha dichiarato "Credo fermamente che il calcio abbia il potere di cambiare il mondo e sono stato ispirato da Juan Mata per entrare nel movimento Common Goal. Invito tutte le persone nella famiglia del calcio - giocatori, allenatori, club e leghe - a mostrare il loro interessamento alle responsabilità sociale e a donare alle cause nelle quali credono"

## Vita privata
Sposato, ha tre figli. Parla correntemente lo sloveno, il serbo-croato, l'italiano e l'inglese.
È cintura nera di terzo livello di karate stile Shotokan. Appassionato di automobilismo e motociclismo, ha attraversato il deserto del Sahara in cinque occasioni, quattro in automobile e una in motocicletta.
Nel 1986, diciannovenne, si arruolò nell'Armata Popolare Jugoslava e in seguito militò nella divisione della difesa territoriale delle forze armate slovene nella guerra dei dieci giorni, scoppiata nel 1991 in seguito alla dichiarazione d'indipendenza della Slovenia.